# Paraquat
Paraquat er et handelsnavn for N,N′-dimethyl-4,4′-bipyridinium diklorid. Paraquat er en sprøjtegift, der blandt andet benyttes i citrus- og olivenplantager. Paraquat er et af de mest brugte ukrudtsmidler i verden. Brugen af stoffet er dog kontroversiel på grund paraquats giftighed og den uheldige egenskab at man ikke kan behandle forgiftede patienter med nogen form for modgift. Sygeforløbet er langvarigt og smertefuldt for såvel patient som for de magtesløse behandlere.
På mennesker kan indtagning af paraquat forårsage en uhelbredelig lungesygdom og i svære tilfælde død. Paraquat er særdeles giftigt da indtagelse af blot 20 mg per kilo legemsvægt er dødelig. Stoffet er forbudt i Danmark, Sverige, Finland, Østrig og Norge og brugen er begrænset i USA, Ungarn og Tyskland.
Paraquat blev brugt til at udrydde marihuanaplanten i Mexico hvorved der kom rester af stoffet i illegal amerikansk marihuana.
Paraquat sælges blandt andet som dichlorid og di(methylsulfat).
Syngenta's produkt Gramoxone indeholder paraquat som det aktive stof.
I 2003 har der været diskussion om at harmonisere EU regler om paraquat i henhold til direktivet 91/414/EØF om markedsføring af plantebeskyttelsesmidler. I oktober 2003 blev det besluttet at lade paraquat forblive på EU's positivliste. Imidlertid anlagde Sverige med støtte af Danmark, Østrig og Finland sag ved EF Retten i Første Instans med påstand om annullation af direktivet. Sverige vandt sagen.